# NGC 780
NGC 780 je spirální galaxie v souhvězdí Trojúhelníku. Její zdánlivá jasnost je 14.0m a úhlová velikost 1,30′ × 0,9′. Je vzdálená 238 milionů světelných let, průměr má 90 000 světelných let. Galaxii objevil 26. října 1786 William Herschel.